# Franklin Dehousse
Pour les articles homonymes, voir Dehousse.
Franklin Dehousse, né le 28 avril 1959 à Liège, est un juriste belge, juge, professeur à l'université de Liège et scénariste de bande dessinée.

## Biographie
Franklin Dehousse naît le 28 avril 1959 à Liège.
Il est le fils de l'ancien homme politique PS Jean-Maurice Dehousse. Il étudie le droit à l'Université de Liège (1981), et à l'Université de Strasbourg en France, où il a obtenu son doctorat en droit en 1990. De 1976 à 1988, il tient une rubrique consacrée à la bande dessinée dans La Wallonie et de 1985 à 1992 il est scénariste de bande dessinée.

### Carrière
De 1981 à 1990, il a été conseiller juridique à la Chambre des représentants et de 1985 à 1989, il a été stagiaire au Fonds pour la recherche scientifique. De 1990 à 2003, il a été professeur à l'Université de Liège. Il a également enseigné à l'Université de Strasbourg, à l'Université Montesquieu de Bordeaux et de Paris en France et aux Facultés universitaires Notre-Dame-de-la-Paix à Namur, au Collège d’Europe à Bruges et Varsovie, en Pologne et à l'Institut royal supérieur de Défense. Il était aussi : consultant à la Commission européenne (1990-2003) ; directeur de la société de télécommunications Belgacom (1994-2003) ; directeur des études européennes à l'Institut Egmont (1995-2003) ; consultant juridique (2000-2003) ; assesseur auprès du Conseil d'État (2000-2003).
Dehousse a été juge au Tribunal de la Cour de justice de l'Union européenne de 2003 à 2016. Depuis 2016, il est à nouveau professeur à l'Université de Liège.

### En bande dessinée
En 1985, il lance la série historique François Jullien, le Réfractaire pour laquelle il écrit des scénarios pour le dessinateur Martin Jamar ; un condisciple de faculté, qu'il développe sur cinq tomes (trois aux Éditions du Miroir puis deux aux éditions genevoises Alpen Publishers). Cette série qui se déroule à l'époque napoléonienne sous le Premier Empire met en scène François Jullien un réfractaire qui vit des aventures à travers l'Europe. L'épisode Le Diable boiteux connaît une prépublication dans le no 38 de Vécu en 1989. Le chroniqueur et spécialiste de la bande dessinée Henri Filippini, relève que ces aventures sont contées avec beaucoup de justesse dans Vécu en 1987, puis il consacre une notice à cette série dans son ouvrage Dictionnaire de la bande dessinée en 1989 où il analyse les trois premiers tomes. La série est traduite en néerlandais dont les trois premiers tomes sont publiés par Uitgeverij De Spiegel de 1986 à 1988, les deux derniers le sont par Arcadia de 2012 à 2013,.
Il publie encore le one shot Le Rendez-vous des œillets avec le dessinateur Dalbret et dont la mise en couleur est réalisée par Lamy, publié lui aussi aux Éditions du Miroir. Cet album conte l'histoire qui se déroule en juin 1915 sur une base aérienne allemande quelque part derrière le front de la Somme.

## Parentèle
Il est le petit-fils de la philologue Rita Lejeune et de Fernand Dehousse. Il est le frère de Renaud Dehousse.

## Œuvres

### Albums de bande dessinée

#### François Jullien
- 1. Le Réfractaire[7],[12], Éditions du Miroir, Louvain-la-Neuve, 1985
Scénario : Franklin Dehousse - Dessin : Martin Jamar - Couleurs : Studio Leonardo -  (ISBN 2-87142-009-2)
- 2. Le Messager anglais[9], Éditions du Miroir, Louvain-la-Neuve, 1986
Scénario : Franklin Dehousse - Dessin : Martin Jamar - Couleurs : Studio Leonardo -  (ISBN 2-87142-014-9)
- 3. Sur les routes d'Espagne[7], Éditions du Miroir, Louvain-la-Neuve, 1988
Scénario : Franklin Dehousse - Dessin : Martin Jamar - Couleurs : Studio Leonardo -  (ISBN 2-87142-019-X)
- 4. Le Diable boiteux, Alpen Publishers, coll. « Calypso », Genève, 1991
Scénario : Franklin Dehousse - Dessin : Martin Jamar - Couleurs : quadrichromie -  (ISBN 2-88302-033-7)
- 5. Nuits viennoises, Alpen Publishers, coll. « Calypso », Genève, 1991
Scénario : Franklin Dehousse - Dessin : Martin Jamar - Couleurs : quadrichromie -  (ISBN 2-7316-0922-2)

#### One shots
- Le Rendez-vous des œillets, Éditions du Miroir, Louvain-la-Neuve, 1988
Scénario : Franklin Dehousse - Dessin : Dalbret - Couleurs : Lamy -  (ISBN 9782871420316)

#### Essais
- Franklin Dehousse et Guy Goetgebuer, Joseph Gillain présente Jijé : Vous avez dit BD..., Marcinelle, Dupuis, coll. « Grands auteurs », 1983, 80 p. (ISBN 2-8001-0829-0, présentation en ligne)Album édité à l'occasion de l'exposition Jijé présentée au Centre culturel Wallonie-Bruxelles, Communauté française de Belgique, à Paris.

#### Livres
: document utilisé comme source pour la rédaction de cet article.
- Claude Moliterni, Histoire mondiale de la bande dessinée, P. Horay, 1989, 315 p., ill. ; 37 cm (ISBN 9782705801656 et 2705801650, OCLC 300909966, présentation en ligne), p. 169 lire sur Google Livres
- Jean Pirotte (dir.) et Luc Courtois, Du régional à l'universel. : L'imaginaire wallon dans la bande dessinée., Louvain-la-Neuve, Fondation wallonne Pierre-Marie et Jean-François Humblet, 1999, 310 p. (ISBN 978-2-9600072-3-7 et 2960007239, OCLC 1075833932), p. 215 lire sur Google Livres
- Philippe Mellot, Michel Denni, Laurent Turpin et Isabelle Morzadec, Trésors de la bande dessinée : BDM 2021-2022 - Catalogue encyclopédique et Argus, Paris, Les Arènes, novembre 2020, 22e éd., 1700 p., ill. ; 23 cm (ISBN 9791037502582, OCLC 1240308146, présentation en ligne), p. 513. .

#### Articles
- Lucie Hermant, « Franklin Dehousse : "L'Europe joue trop souvent le rôle du Père Fouettard" », RTBF,‎ 1er décembre 2018 (lire en ligne, consulté le 4 juillet 2024).
- Elodie Lamer, « À ce moment précis, un tel jugement est tout à fait irresponsable », Le Soir,‎ 10 mai 2020 (lire en ligne , consulté le 4 juillet 2024)

### Vidéographie
- [vidéo] « Séminaire annuel de l'AAD 2016 - intervention du Professeur Franklin Dehousse », sur YouTube, 12 décembre 2016
- [vidéo] « Plan de relance européen : aux grands maux, les grands remèdes ? », sur YouTube, 6 octobre 2020

### Émissions de télévision
- La distribution des portefeuilles est annoncée à la Commission européenne : interview de Franklin Dehousse, émission Forum sur Radio télévision suisse (4 min), 10 septembre 2019.

### Podcasts
- Riposte de l'UE face aux taxes américaines, interview de Franklin Dehousse, émission Forum sur RTS (7 min 6 s), 7 mars 2018.